# حکمت سقراط و افلاطون
حکمت سقراط و افلاطون کتابی از محمدعلی فروغی است که در دو جلد و در سال ۱۳۱۶ خورشیدی به چاپ رسیده است. این کتاب شامل ترجمهٔ شش رساله از مکالمات افلاطون به همراه متن جلساتی است که فروغی در دانشکده معقول و منقول دانشگاه تهران در معرفی افلاطون برگزار کرده بود. چاپ اول این کتاب در سال ۱۲۹۷ خورشیدی با نام «حکمت سقراط بقلم افلاطون» منتشر شده و فقط شامل ترجمهٔ فارسی چهار رساله از افلاطون بود.
فروغی در این کتاب رساله‌های اوتیفرون، آپولوژی، کریتون، فایدون، آلکبیادس و گرگیاس را از ترجمه‌های فرانسوی به فارسی برگردانده است که اولین ترجمهٔ فارسی از آثار افلاطون به‌شمار می‌آید.
این رساله‌ها مجدداً در سال ۱۳۸۶ با نام «شش رساله» توسط نشر هرمس حروفچینی شده و به چاپ رسیدند.

## محتویات کتاب

### جلد اول
- دیباچهٔ چاپ اول
- مقدمهٔ چاپ اول
- مقدمهٔ چاپ دوم

#### شرح حال افلاطون و فلسفهٔ او در پنج مجلس
- مجلس اول
- مجلس دوم
- مجلس سوم
- مجلس چهارم
- مجلس پنجم

#### ترجمهٔ چهار فقره از مکالمات افلاطون
- مکالمهٔ اتوفرون یا دینداری
- خطابهٔ دفاعیهٔ سقراط
- مکالمهٔ اقریطون
- مکالمهٔ فیدون

### جلد دوم
- مکالمهٔ الکبیادس
- مکالمهٔ غورجیاس